# Alfons Illenberger
Alfons Illenberger (* 16. April 1893 in Stuttgart; † 22. Januar 1965 ebenda) war ein deutscher Fotograf.

## Leben
Illenberger (er selbst schrieb seinen Namen aus typographischen Gründen oft Jllenberger) besuchte die Grundschule und das Gymnasium in Stuttgart bis zur Mittleren Reife. Anschließend absolvierte er eine Kaufmannslehre bei einer Klavierfabrik und arbeitete anschließend in diesem Beruf, bevor er als Soldat in den Ersten Weltkrieg einberufen wurde. Nach der Rückkehr aus dem Krieg gründete er 1920 oder 1921 mit seinem Bruder ein Photographisches Atelier in der Nähe des Neckartors in Stuttgart.
Illenberger spezialisierte sich auf Porträtfotografien, im November 1933 bezog er ein neues, zusätzliches Atelier im Königin-Olga-Bau am Schlossplatz. In Stuttgart galt er als Prominenten-Fotograf. Zur Werbung für sein Atelier hatte Illenberger mehrere Schaukästen in der Stadt, in denen seine Fotografien ausgestellt waren. 
Im Mai 1933 trat Illenberger in die NSDAP ein. Ab 1933 war er Fotograf des Württembergischen Staatstheaters in Stuttgart. Außenaufnahmen, die eigentlichen Presseaufnahmen, führte überwiegend Illenbergers Mitarbeiter Bernhard Holtmann durch, der im Zweiten Weltkrieg Fotograf in einer Propaganda-Kompanie war. 
1939 wurde gegen Illenberger ein Parteiverfahren eingeleitet, da er im April 1932 ein von ihm erstelltes Porträt des Reichskanzlers Heinrich Brüning in seinen Schaukästen ausgestellt hatte. 
Im April 1941 legte der Autodidakt Illenberger nachträglich die Meisterprüfung als Fotograf ab. Er arbeitete bis Anfang 1944 halbtags in einer Stuttgarter Kaserne und in seinem Atelier, bis dies geschlossen wurde. Der Bestand an Kameras und Negativen wurde ausgelagert, so dass Illenbergers Fotoarchiv erhalten blieb.
Nach 1945 führte Illenberger sein Atelier in Stuttgart-Degerloch mit nur mäßigem Erfolg weiter. Er starb von Krankheit und Depression gezeichnet im Januar 1965. Sein Nachlass befindet sich im Stadtarchiv Stuttgart.